# Ken Kaniff
Ken Kaniff es un personaje ficticio que aparece en casi todos los álbumes de estudio de Eminem. Fue creado originalmente por otro rapero de Detroit, Aristotle, quien lo interpretó en The Slim Shady LP, pero después se utilizó la voz de Eminem en los álbumes posteriores. Eminem es conocido por usar su voz en las entrevistas junto al típico tarareo de Ken.
Ken Kaniff es retratado como un hombre homosexual con inclinaciones a la pedofilia. Vive en el estado de Connecticut. En The Slim Shady LP, Ken tiene su propia parodia en la que llama a Eminem y le propone múltiples prácticas homosexuales en una habitación de hotel en el que Eminem se ríe y menciona al rapero Cage (con el que tuvo un beef), cuando le pregunta a Ken Kaniff "¿Quién es? ¿Cage?". Ken regresa en The Marshall Mathers LP, una vez más en una parodia que lleva su nombre, donde supuestamente recibe felaciones de dos miembros de Insane Clown Posse - Por tanto, esta parodia es un diss contra el grupo, con quien Eminem tiene una rivalidad. En The Eminem Show, el personaje aparece en un skit llamado "Curtains Close", en el que se acerca a un escenario vacío sin audiencia, y parodias el intro de la canción "Without Me" en el micrófono, cambiando las palabras por sonidos homosexuales. Encore es en el único álbum (desde The Slim Shady LP) en que el personaje no ha tenido una aparición. En Relapse, presenta el outro del álbum, en un skit, al final de la canción "Underground", donde parodia una vez más dos de las canciones de Relapse - My Mom y We Made You - en una reunión donde varias personas luchan contra algún tipo de dependencia. Aparentemente, acompaña su freestyle rap con un toque de Claqué, típico baile estadounidense.
Aparece como uno de los personajes principales de The Slim Shady Show, serie de dibujos animados creada por Eminem, donde es retratado como un flaco de pelo rojo, originario del Cáucaso.
Después de la separación entre los trabajos de Aristotle y Eminem, Aristotle hizo un diss álbum - The Ken Kaniff Show (parodia de The Eminem Show) - en el que únicamente los cambios son las palabras, manteniendo el mismo tiempo, beats y flujo.
- Datos: Q11687131